# Прапор Непалу
Прапор Непалу — один з офіційних символів Непалу. Затверджений 16 грудня 1962 року одночасно з формуванням нового конституційного уряду. Це єдиний непрямокутний національний прапор у світі. Прапор являє собою спрощену комбінацію вимпелів двох гілок влади династії Рана — минулих правителів країни.
Синій колір символізує мир, темно-червоний — національний колір Непалу, квітка рододендрону. Два королівських символи символізують надію, що Непал буде існувати завжди, як сонце та місяць.

## Історія

Прапор Непалу (19те століття)

Прапор Непалу (1856—1930)

Історично склалося, що трикутна форма прапора в регіоні Південної Азії була дуже поширеною, оскільки вона була компактною за розміром, тому прапор згортався навіть при найслабшому вітрі, що робило його видимим на великій відстані. Сліди трикутних прапорів можна знайти в індуїзмі. Історія прапора невизначена, і немає конкретних відомостей про його творця. Непал історично використовував як чотирикутний прапор, так і не чотирикутний прапор протягом усієї своєї історії.
Прапори майже всіх держав Південної Азії були трикутними. Французька книга про Непал 1928 року показує прапор із подвійним вимпелом із зеленою рамкою, а не синьою, як сьогодні. Існують інші форми прапорів типу вимпелів, які в основному використовуються в індуїстських і буддійських храмах навколо Непалу. Багато записів датують створення подвійного вимпелу королю Прітхві Нараян Шаху. Прапор стародавнього королівства Горкха починався як єдиний трикутний бойовий прапор королів Шах із червоним кольором і різними божествами та іншими символами як символи на прапорі. Після того, як Прітхві Нараян Шах об'єднав усі малі князівства Непалу, прапор з подвійним вимпелом став стандартним прапором. На думку деяких істориків, правитель Рани Юнг Бахадур змінив символи сонця та місяця на обличчя сонця та місяця, що символізували царів як раджпутів династії Місяця, а самих Рана як раджпутів династії Сонця. Непал просто зберіг свою давню традицію, тоді як кожна інша держава прийняла прямокутну або квадратну версію європейської вексилологічної традиції.

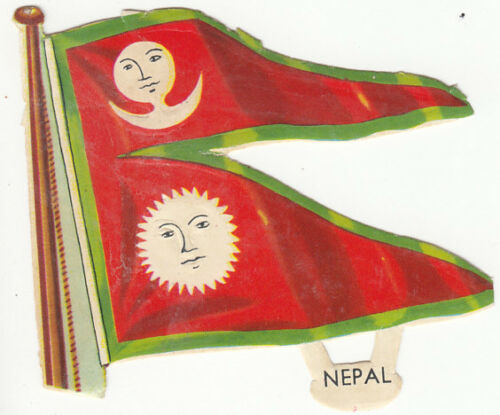
Прапор Непалу (1927)

Сучасний прапор Непалу був прийнятий відповідно до конституції Непалу, прийнятої 16 грудня 1962 року. Сучасний прапор є поєднанням стародавнього королівства Мустанг і прапора, який використовував колишнє королівство Горкха. Градієнти кольорів були запозичені з королівства Мустанг. До 1962 року обидва символи на прапорі, сонце і місяць, містили людські обличчя. Конституція присвятила цілий розділ точному розміру та формі прапора, оскільки люди малювали його неправильно. Цей розділ продовжується навіть сьогодні, незважаючи на те, що протягом цього періоду в країні було введено кілька конституцій.
У травні 2008 року під час розробки нової конституції різні політичні партії вимагали змінити прапор, оскільки він символізував індуїзм і монархію, але ця пропозиція була відхилена.

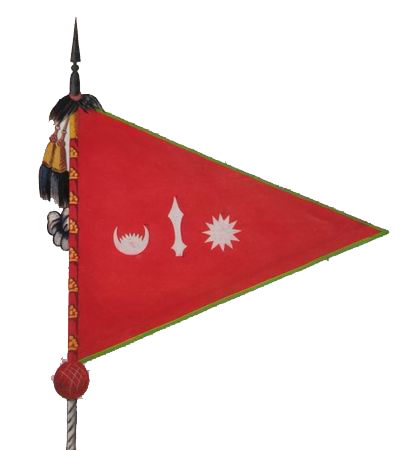
Прапор використовувався під час непало-тибетської війни, непало-британської війни та обох світових воєн

## Символізм

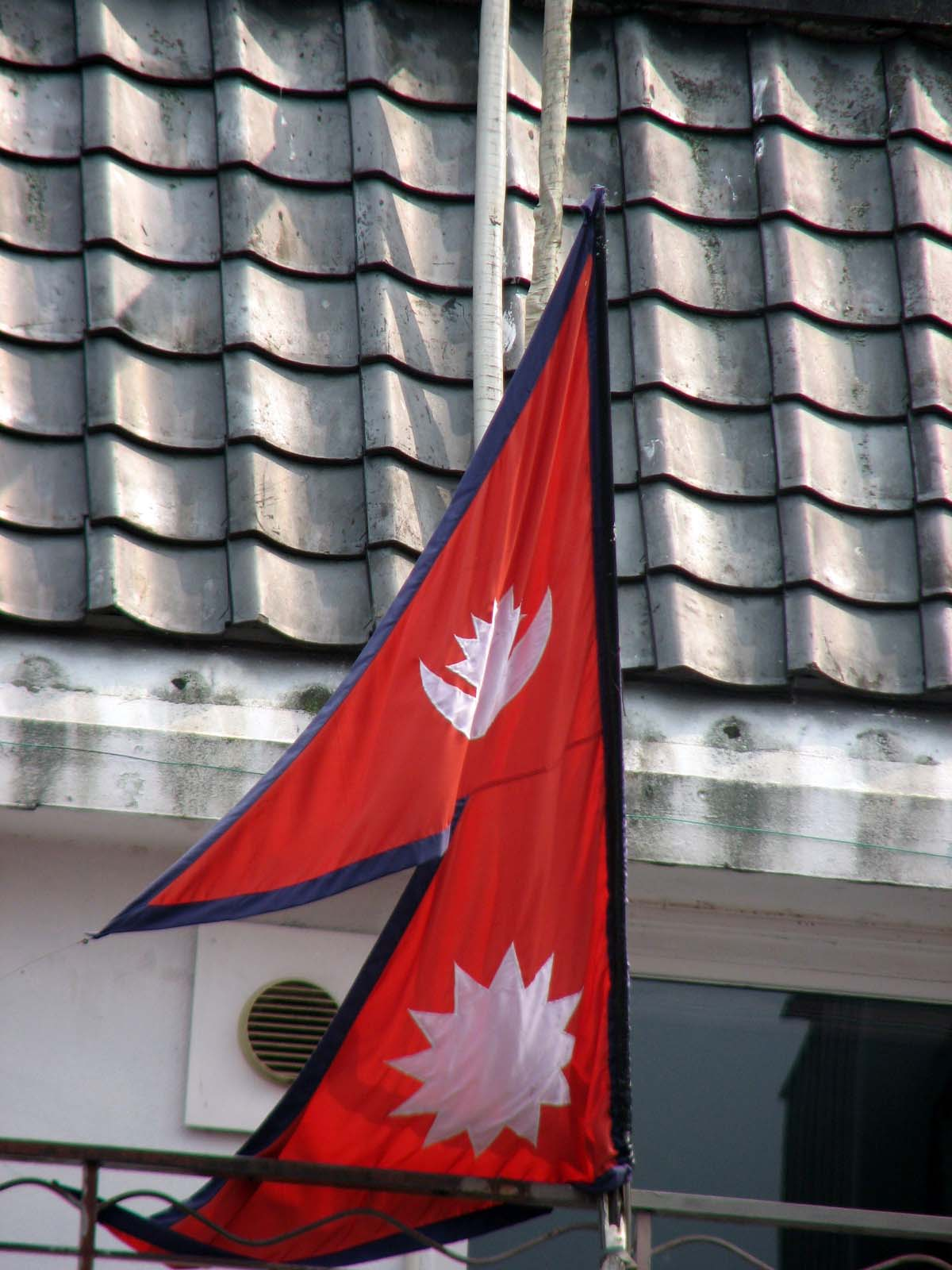

У сучасний час символіка прапора еволюціонувала, об'єднуючи кілька значень. Багряно-червоний колір вказує на хоробрість непальського народу і є національним кольором країни, а синя межа символізує мир і гармонію. Кольори часто зустрічаються в непальських прикрасах і творах мистецтва. Теорія полягає в тому, що дві точки символізували мир і важку працю, використовуючи символи Місяця та Сонця відповідно. Традиційно прапор Непалу походить від індуїзму. Однак сучасне та санкціоноване урядом представлення індуїзму та буддизму в Непалі, основних релігій країни.
Включення небесних тіл вказує на постійність Непалу та надію, що Непал матиме таке ж довголіття, як Сонце та Місяць. Місяць також символізує прохолодну погоду Гімалаїв, тоді як Сонце символізує спеку та високу температуру південних низин (Тераї). Крім того, стилізований Місяць символізує спокійну поведінку та чистоту духу непальського народу, тоді як стилізоване Сонце символізує їхню шалену рішучість.

## Кольорова схема
| Кольорова схема | Синій       | Червоний   | Білий       |
| --------------- | ----------- | ---------- | ----------- |
| CMYK            | 100-64-0-42 | 0-95-74-13 | 0–0–0–0     |
| HEX             | #003594     | #DD0C39    | #FFFFFF     |
| RGB             | 0-53-148    | 221-12-57  | 255-255-255 |

## Макет прапора

Прапор Непалу (1930—1962)

Точний геометричний опис національного прапора Непалу було зазначено в статті 5, Додаток 1 колишньої конституції Королівства Непал, прийнятої 9 листопада 1990 року. Додаток 1 Конституції Непалу, ухваленої 20 вересня 2015 року, детально описує конкретний спосіб виготовлення національного прапора Непалу.

### Співвідношення сторін
При побудові, відповідно до викладеного закону, геометричної фігури співвідношення висоти прапора до найбільшої ширини є ірраціональним числом:
{\displaystyle 1:{\frac {6136891429688-306253616715{\sqrt {2}}-{\sqrt {118-48{\sqrt {2}}}}\left(934861968+20332617192{\sqrt {2}}\right)}{4506606337686}}} ≈ 1:1.21901033…
( A230582).
Це відношення є найменшим коренем четвертого многочлена{\displaystyle 243356742235044r^{4}-1325568548812608r^{3}+2700899847521244r^{2}-2439951444086880r+824634725389225,}
і виникає внаслідок додавання синьої рамки після побудови червоного поля. Тільки обмежувальний прямокутник червоного поля має раціональне співвідношення сторін 3:4 (=1:1,333…).

## Невірні версії

Прапор, який використовується для Непалу на деяких Літніх Олімпійських іграх 2016.

Через унікальні пропорції непальського прапора його складно масштабно відтворити. Іноді його накладають на білу область, щоб зробити прапор співвідношенням 3:2; прикладом є непальський прапор, який використовувався на деяких місцях Літніх Олімпійських ігор 2016, де дизайн прапора був розміщений на прямокутному полотнищі такої ж форми, як інші прапори на Олімпіаді, а решта прапора була білою.
Під час візиту прем'єр-міністра Індії Нарендра Моді до Джанакпур у 2018 році офіційні особи вивісили версію прапора з неправильною формою та геометричними пропорціями, що викликало обурення соціальних медіа.